# Diljá
Diljá Pétursdóttir også bare kaldt som Diljá (født 15. december 2001) er en islandsk sangerinde. Hun har repræsenteret Island i Eurovision Song Contest 2023 med sangen "Power" men hun fik en 11. plads i semifinale 2 og med 44. point og kvalificerede sig ikke til finalen.